# OpenStreetMap

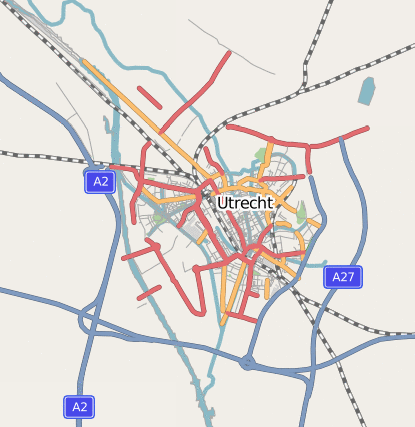
Kaart van Utrecht op 12 februari 2007

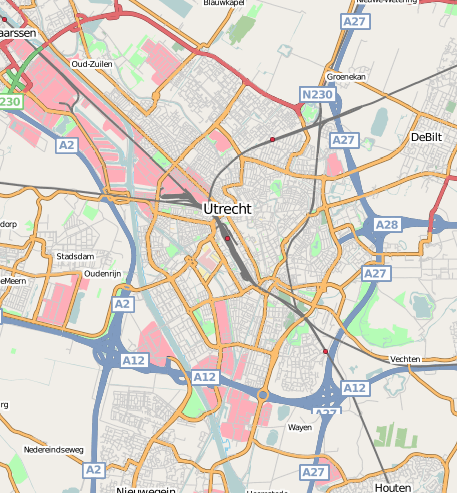
Kaart van Utrecht op 19 oktober 2007 (na het importeren van de gedoneerde kaart van AND International Publishers NV)

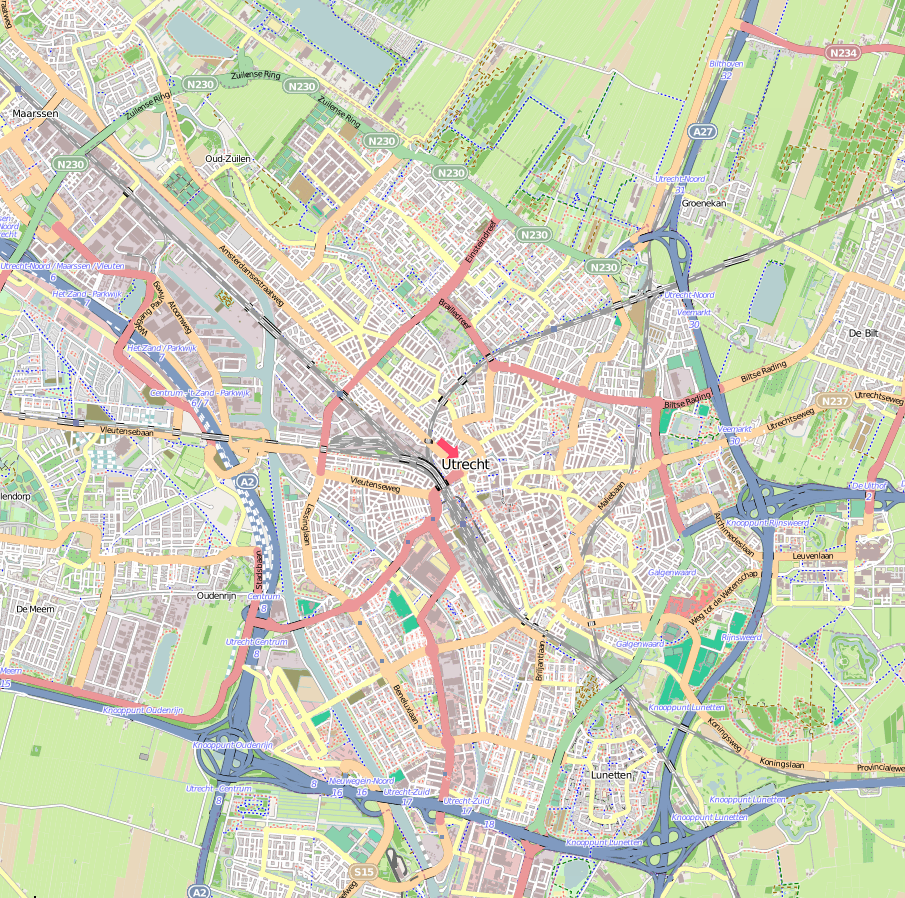
Kaart van Utrecht op 1 januari 2011

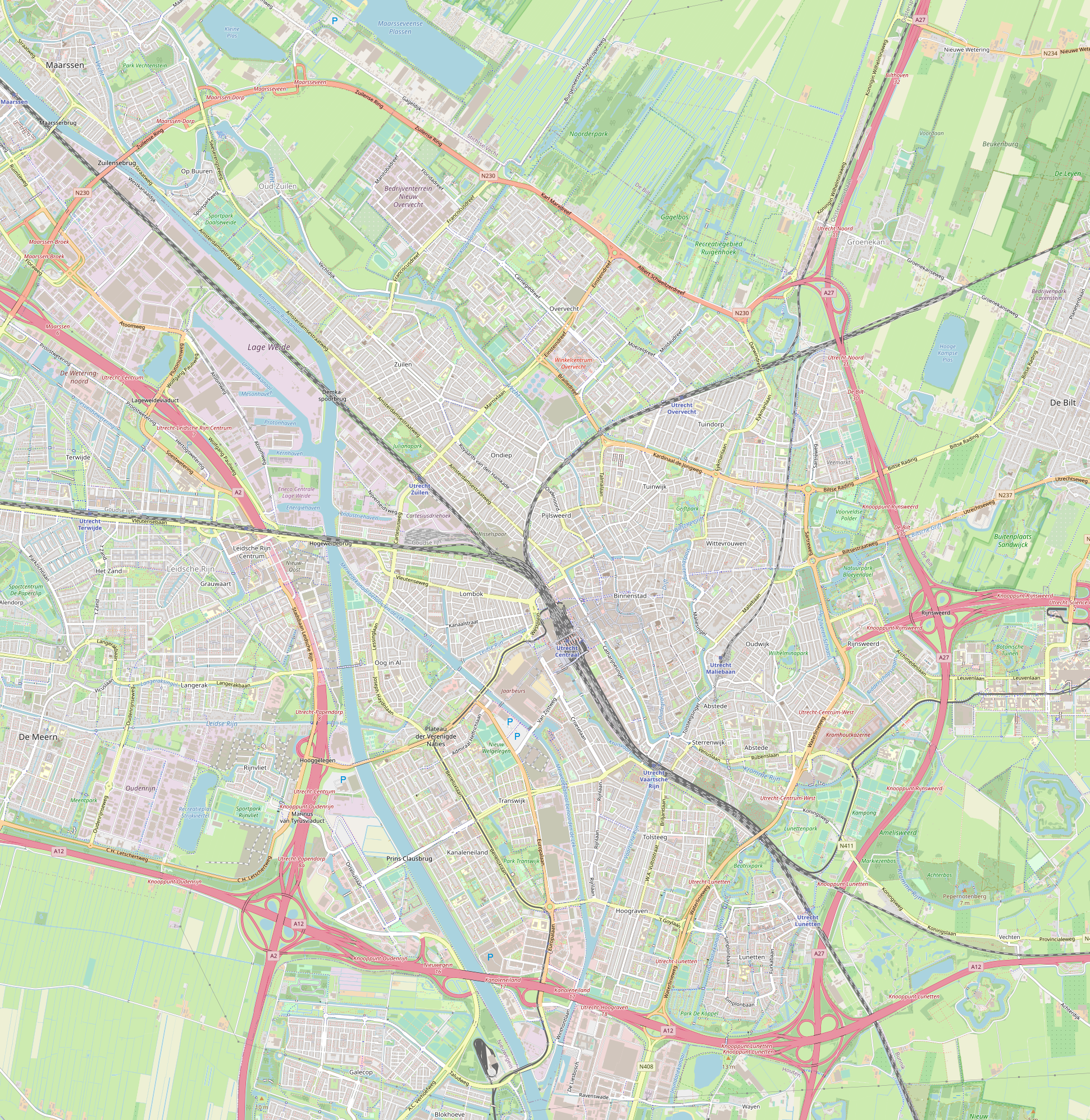
Kaart van Utrecht op 9 oktober 2023

OpenStreetMap (OSM) is een project dat als doel heeft om vrij beschikbare en bewerkbare geografische gegevens te verzamelen, zodat daaruit landkaarten en andere diensten kunnen gemaakt worden. Eenieder die zich inschrijft, kan eraan meewerken. Het invoeren en aanpassen van de geografische data steunt volledig op vrijwilligers. Het is mede opgericht uit onvrede met de hoge kosten die commerciële kaartbedrijven vragen voor hun producten. Al meer dan 20 miljoen kilometer wegen, fiets- en voetpaden zijn in kaart gebracht door middel van het overnemen van gegevens van luchtfoto's en het zelf op pad gaan met een GPS-apparaat. In mei 2023 waren elke dag gemiddeld zo'n 6000 vrijwilligers actief aan het bijdragen.

## Aanleiding
Commerciële geografische data worden door een kleine groep gespecialiseerde bedrijven verzameld. Aangezien dit een arbeidsintensief en duur proces is, worden de resulterende data in beperkte en kostbare licenties aan bedrijven en overheden verkocht. Een uitzondering is Google Maps, dat diensten gratis levert zolang het gebruik kleinschalig is.
Voor burgers en non-profitorganisaties is het zodoende een welhaast onmogelijke zaak om geodata in veelgebruikte applicaties te verwerken.
In 2004 is Steve Coast in het Verenigd Koninkrijk gestart met het OpenStreetMap-project. Sindsdien werken al meer dan een half miljoen vrijwilligers over de hele wereld samen aan het doel om een vrij beschikbare kaart van de wereld te maken. Sinds 2006 is dit initiatief ondergebracht in een Engelse limited company en wordt het gesteund door onder meer Automotive Navigation Data, Apple, Microsoft en Uber.
De gegevens en daaruit gemaakte kaarten vielen in 2012 onder de Open Database License voor de databank en de Database Contents License voor de inhoud van de databank.
Als gevolg van de brexit is vanaf 1 januari 2021 de regulering veranderd voor in Engeland geregistreerde bedrijven en met name voor regels die betrekking hebben op databasegebruik als gevolg van activiteiten in de Europese Unie. Omdat er halverwege 2021 nog steeds onduidelijkheid over is, overweegt OpenStreetMap zijn activiteiten te verplaatsen naar de EU.

## Werking
De oudste methode is dat deelnemers aan het project hun bewegingen in het veld opslaan met een GPS-ontvanger. Het kan dan bijvoorbeeld gaan om een fietstocht door de stad, of een ritje van de ene plaats naar een andere.
De zo verkregen tracklogs worden bij thuiskomst via de OSM-website opgeslagen in de centrale database.
Er worden steeds meer luchtafbeeldingen van verschillende bronnen (zoals Bing of AGIV) ter beschikking gesteld, zodat er extra informatie aangebracht kan worden die vanop straat niet zichtbaar is. Om details op de kaart te zetten, zijn GPS of luchtfoto's vaak niet precies genoeg. In dat geval wordt een beroep gedaan op met de hand getekende notities met behulp van een dienst als Walking Papers.
Met behulp van een OSM-editor kan de verkregen informatie verwerkt worden. Het doel is om de tracks om te zetten naar wegen en daar attributen aan toe te voegen. Het kan dan gaan om de naam van de weg, het soort weg (bijvoorbeeld snelweg), de maximumsnelheid etc. Ook andere geografische informatie, zoals points of interest en bodemgebruik, kunnen in de OpenStreetMap-database opgeslagen worden.
Vervolgens kunnen de nieuw toegevoegde of gewijzigde wegen bekeken worden op de website van OSM.

### Gebruik van bestaand kaartmateriaal en luchtfoto's
Aanvankelijk was het overtrekken van bestaand kaartmateriaal of het gebruik van luchtfoto's voor OpenStreetMap meestal geen optie. De licentievoorwaarden van dit soort materiaal staan het over het algemeen niet toe om systematisch posities of namen over te nemen. Maar door het succes van het project kregen grote bedrijven belangstelling voor OpenStreetMap. Eerst stelde Yahoo! luchtfoto's beschikbaar, maar na de komst van de (door Microsoft verstrekte) Bing Maps foto's, die beter waren in dekking en kwaliteit, zijn de foto's van Yahoo! in onbruik geraakt.
In 2013 heeft ook het Agentschap voor Geografische Informatie Vlaanderen (AGIV) hun luchtfoto's ter beschikking gesteld. Deze worden iedere winter bijgewerkt, zodat het mogelijk is door bijvoorbeeld bladerdak te kijken. Daardoor zijn ze nauwkeuriger, recenter en duidelijker dan de luchtfoto's van Bing. In Nederland is de PDOK-geo-informatie beschikbaar.
Het gebruik van bronnen die geen toestemming gegeven hebben (zoals Google Maps) is nog altijd niet toegestaan.

### Data-import
In bepaalde landen zijn de OSM-data sterk verbeterd door het importeren van externe gegevens. Deze imports worden vaak geleid door leden die technisch sterk met data om kunnen gaan, maar vaak wordt er ook aan de gemeenschap gevraagd om te helpen.
Zo werden in 2007 data van AND geïmporteerd in Nederland en Indië (zie ook Donatie Automotive Navigation Data). Deze data bevatten de meeste straten in Nederland. In 2010 heeft Nederland ook 3D shapes-data van Object Vision verkregen. Deze data bevatten veel gebouwen, waterpartijen en verschillende soorten gebieden (zoals velden en bossen e.d.). In 2014 kwamen echter de overheidsdata Basisregistratie Adressen en Gebouwen beschikbaar voor Nederland. Deze data konden de gebouwen van 3D shapes vervangen door de grotere precisie, en zorgde er meteen voor dat alle adressen in Nederland beschikbaar waren.
In Vlaanderen zijn er heel wat minder data gedoneerd. In 2013 heeft De Lijn alle data met betrekking tot de buslijnen vrijgegeven. De import ervan is traag, omdat de buslijnen moeten worden gekoppeld aan bestaande straten in OSM. Eind 2013 heeft AGIV ook toegang gegeven tot hun Centraal Referentie Adressenbestand (CRAB). Deze data bevatten alle adressen in Vlaanderen, samen met hun "meest exacte positie", dit is in het beste geval de positie van de voordeur, maar in het slechtste geval gewoon het centrum van de gemeente. Aangezien veel gemeenten in opdracht van het AGIV nog bezig zijn met het controleren van die adressen, staan er nog veel fouten in de database waardoor ook de import trager gaat. Het AGIV heeft ook een database met gebouwcontouren, maar deze is nog niet vrijgegeven.
Het importeren van data wordt niet altijd als positief gezien. Soms kunnen er fouten van die dataset meekomen in de OSM-data. Deze fouten zijn vaak moeilijk op te sporen. Anderzijds wordt er door het importeren geen gemeenschap gevormd, en ontstaat er na de import soms een leegte waar er niemand is om deze data te onderhouden. De VS is een duidelijk voorbeeld van zo'n mislukte import. Daar werden in 2007 en 2008 TIGER-data geïmporteerd van de Amerikaanse overheid. Er zaten veel fouten in die data en ze zijn inmiddels verouderd. Dat terwijl er nog altijd geen gemeenschap is.

### Mapping parties
Naast individuele activiteiten van de deelnemers worden er regelmatig zogenaamde mapping parties of mapathons georganiseerd, met de bedoeling de kwaliteit van de kaart van een bepaalde stad of gebied een impuls te geven. Tijdens zo'n bijeenkomst wordt het betreffende gebied onderverdeeld en trekken de deelnemers eropuit om een deelgebied in kaart te brengen. Naast het verbeteren van de kaart worden tijdens mapping parties ook vaak nieuwe leden verwelkomd en ingewijd in de techniek van het kaartmaken.

### State of the Map
Sinds 2007 wordt door de vrijwilligers van OpenStreetMap jaarlijks de State of the Map-conferentie georganiseerd. Na Manchester (Engeland) en Limerick (Ierland) werd deze in 2009 in Amsterdam (Nederland) gehouden. Naast de gebruikelijke twee dagen met presentaties en activiteiten voor de vrijwilligers was er tijdens de State of the Map 2009 een dag bestemd voor het bedrijfsleven. Dit formaat werd ook gehanteerd voor de State of the Map 2010 die in Girona (Catalonië) en de State of the Map 2011 die in Denver (Verenigde Staten) gehouden werd. In 2012 vond State Of The Map in Tokyo (Japan) plaats, en in 2013 was Birmingham (Engeland) de thuislocatie.
Andere locaties waren: Washington D.C. (Verenigde Staten, 2014), Brussel (België, 2016), Aizuwakamatsu (Japan, 2017), Milaan (Italië, 2018), Heidelberg (Duitsland, 2019), Kaapstad (Zuid-Afrika, 2020).

### Vergelijking met Wikipedia
OpenStreetMap wordt soms ook wel de "Wikipedia voor kaarten" genoemd, omdat de kernideeën van Wikipedia en OpenStreetMap dezelfde zijn. De informatie moet namelijk onder een vrije licentie blijven (oorspronkelijk zelfs dezelfde licentie als van Wikipedia), en de gegevens worden niet door een officiële instantie gecontroleerd maar door de gebruikers zelf.
Uit die gelijkenissen is ook wat samenwerking gegroeid. Zo heeft iedere gegeocodeerde pagina (zoals de pagina over Duitsland) nu de mogelijkheid om de OSM kaart te bekijken, en meteen al complexe objecten (zoals staatsgrenzen) op die kaart weer te geven.

### Humanitair
Het Humanitarian OpenStreetMap Team (HOT) is een organisatie die enerzijds ondersteuning biedt aan hulporganisaties (zoals het Rode Kruis en Artsen zonder Grenzen) om OSM-data te gebruiken, en anderzijds ook de OSM-gemeenschap mobiliseert. Daardoor kunnen mappers snel kaarten maken waar het dringend nodig is.
HOT is ontstaan na de aardbeving van 2010 in Haïti, waar alle kaarten in een ingestort overheidsgebouw lagen. Door het gebrek aan kaarten hadden de hulpdiensten moeilijkheden met de logistiek. Daarop hebben verschillende NGO's luchtfoto's aan OSM gedoneerd om die zo snel mogelijk te digitaliseren. Door het grote aantal helpende handen was er in enkele dagen een goede kaart van Haïti, waarop ook nog eens alle ingestorte gebouwen of weggezakte wegen waren aangegeven. Daardoor konden de reddingsdiensten zelfs statistisch analyseren waar hun hulp het meest nodig was, of waar ze niet konden passeren.
Na Haïti heeft HOT nog bij verschillende crisissen samengewerkt met andere hulporganisaties. Zo waren er onder andere de overstromingen in Pakistan in 2010, de zeebeving bij Fukushima in 2011, de staatsgreep in Mali van 2012, de tyfoon Haiyan in 2013 en de ebolacrisis in 2014.
Naast het crisisproject is er ook een deel van HOT dat zich richt op lokale activatie. Vrijwilligers van HOT gaan naar krottenwijken om de mensen te overtuigen en te helpen om hun buurt in kaart te brengen. Door de straten in kaart te brengen, kunnen zaken zoals hulpdiensten georganiseerd worden. Als wasplaatsen of toiletten op de kaart staan, kan de hygiëne verbeteren. Ook kunnen de gevaarlijke steegjes in kaart gebracht worden om het aantal roofmoorden en verkrachtingen te verminderen.
De lokale activatie is vaak minder dringend, maar daarom niet minder belangrijk.

## Datagebruikers
Doordat de data door iedereen vrij gebruikt mogen worden, is het onmogelijk om een volledige lijst met de gebruikers van de data op te stellen. De zichtbaarste vorm van het gebruik van OSM-data is om die weer te geven als een kaart. Zo gebruiken Wikipedia, Foursquare en Pokémon GO de data van Openstreetmap. Ook wandel- en fietsnavigatiesystemen van Garmin en Flitsmeister gebruiken Openstreetmap.
Er zijn ook creatievere manieren om de data te gebruiken. Zo introduceerde spelfabrikant Hasbro in 2009 een wereldwijde massively multiplayer online game-versie van zijn bordspel Monopoly, waar iedereen zijn eigen straat kon kopen. De database met straten was afgeleid van OSM-data.
De Nederlandse overheid gebruikt ook OSM-data. Zo volgt de overheid de wijzigingen die in die data worden aangebracht om fouten in haar eigen data te vinden.
Er zijn ook enkele humanitaire organisaties, (zoals het Rode Kruis en Artsen zonder Grenzen), die OSM-data gebruiken in gebieden waar officiële data vaak niet beschikbaar zijn (zie kopje Humanitair).

## Editors
Om de data van OpenStreetMap te bewerken, kan gebruik gemaakt worden van verschillende editors.

### Online desktop-editors

#### iD
iD is sinds 23 augustus 2013 de standaard online editor van OpenStreetMap. iD maakt, in tegenstelling tot zijn voorgangers (zie hieronder), geen gebruik van Flash en kan dus zonder browser-plugins in iedere moderne browser worden gebruikt. iD biedt stap-voor-stapinstructies en een eenvoudige interface voor nieuwe gebruikers, maar ook geavanceerde functies zoals ondersteuning voor het bewerken van relaties. Daardoor kunnen ook gevorderde gebruikers bediend worden.
iD is ontwikkeld onder leiding van het Amerikaanse bedrijf MapBox, dat voor dit en ander werk ten behoeve van het OpenStreetMap-project een subsidie van de Knight Foundation ontving. De programmacode waaruit iD bestaat is open source en wordt beschikbaar gesteld onder de WTFPL-licentie.

#### Potlatch 1
Potlatch 1 is de eerste flash-gebaseerde editor voor OpenStreetMap. Deze is ondertussen vervangen door Potlatch 2, maar nog altijd beschikbaar op de website van OpenStreetMap. Het voordeel van deze flashgebaseerde editor was dat hij niet geïnstalleerd hoefde te worden. De kaart kon simpelweg vanuit een browser bewerkt worden met behulp van een eenvoudige interface.

#### Potlatch 2
Potlatch 2 is als opvolger van Potlatch 1 ook een flashgebaseerde editor, maar deze editor werd volledig herschreven om een duidelijkere interface te verkrijgen. Het was de bedoeling dat Potlatch 2 iedereen zonder technische kennis in staat zou stellen met OpenStreetMap mee te helpen. De Potlatch 2-editor is beschikbaar via de website van OpenStreetMap, maar hij wordt ook gebruikt via andere sites, zoals Mapquest.

### Offline desktop-editors

#### JOSM

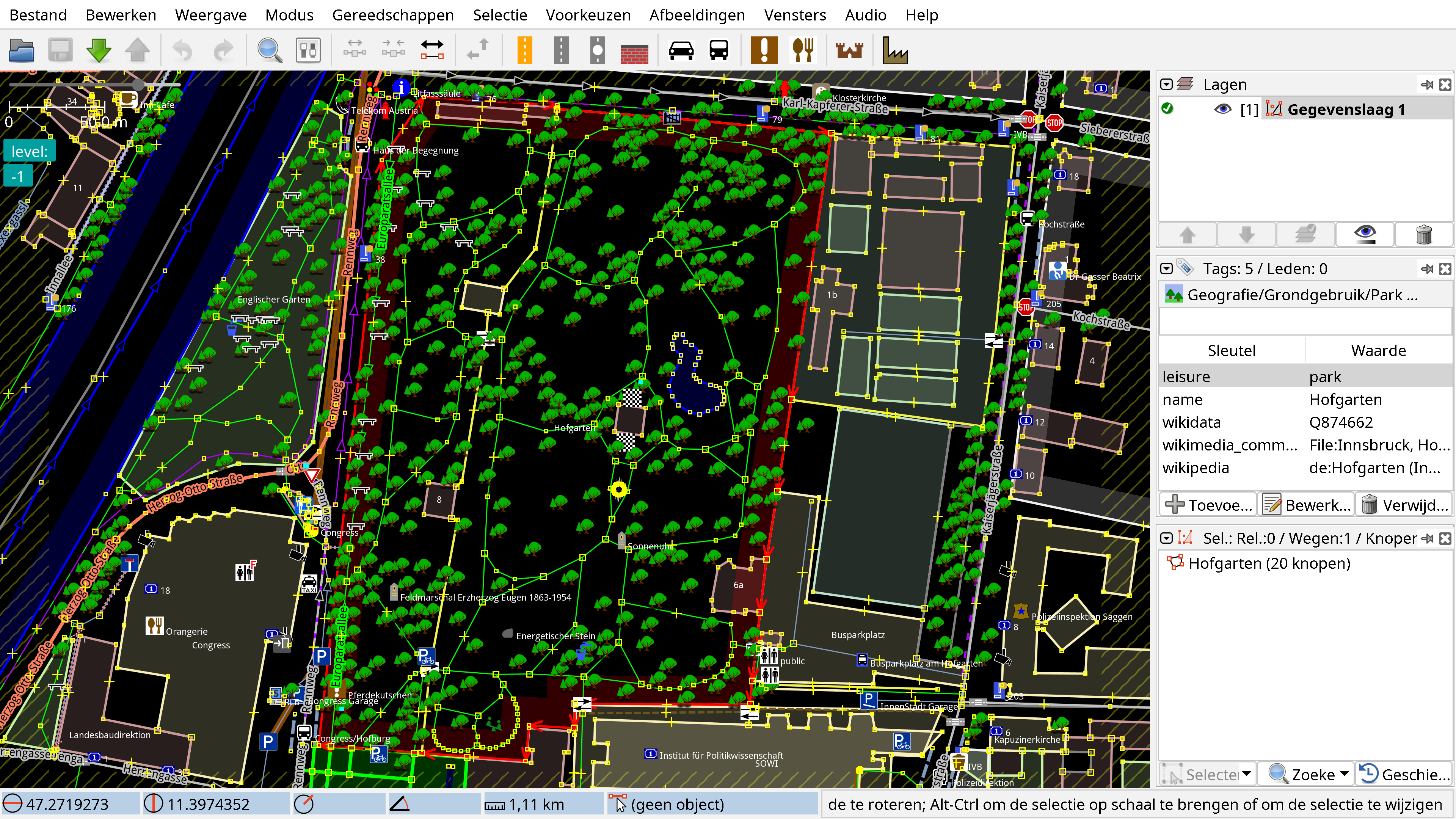
JOSM

JOSM (Java OpenStreetMap Editor) is een offline editor. Men haalt dus eerst gegevens van de server naar de computer, waarop zij vervolgens bewerkt kunnen worden om ze ten slotte weer terug te sturen. Het voordeel van offline editors is dat zij veel geavanceerdere mogelijkheden bieden door het gebruik van kleine scripts. Het doel van JOSM is dan ook om bewerkingen zo snel mogelijk te maken voor gebruikers die OpenStreetMap goed kennen, maar daardoor is JOSM minder gebruiksvriendelijk voor beginners.

#### Merkaartor
Merkaartor is net als JOSM ook een offline editor, maar deze editor is iets gebruiksvriendelijker voor beginners en daardoor iets minder krachtig. Doordat alles offline gebeurt, is deze editor wel nog altijd sneller en geavanceerder dan de online editors.

### Andere editors
Naast de grote desktop-editors bestaan er ook nog kleinere. Zo kunnen met Vespucci op een Androidapparaat, en Go Map!! op een iOS-apparaat ook OpenStreetMap-gegevens aangepast worden, maar dit is minder geavanceerd dan aanpassingen gedaan met behulp van de grote editors. Er zijn ook tal van POI-editors, waarmee slechts bepaalde eigenschappen geüpdatet kunnen worden. Er is bijvoorbeeld een POI-editor ingebouwd in de applicatie OsmAnd, en Wheelmap biedt de mogelijkheid om tags in verband met rolstoelgebruikers aan te passen.

## Subsidies en donaties
Openstreetmap wordt in de Benelux ondersteund door twee vrijwilligersorganisaties: Openstreetmap België (via Open Knowledge Belgium Vzw) en OpenStreetMap Nederland.
In de beginfase van het project, eind jaren 2000, lag de focus op het verkrijgen van data. Zo kwamen er subsidies via de Digitale Pioniers-regeling. om de drie grote steden Amsterdam, Den Haag en Rotterdam in kaart te brengen. Daarnaast doneerde AND Automotive Navigation Data in 2007 zijn digitale kaart van Nederland aan OpenStreetMap. Ook werden subsidies verkregen voor de ontwikkeling van software.
Recenter is door de groei van het aantal bedrijven en vrijwilligers de focus verschoven naar het aanbieden van de gratis kaart aan particulieren en overheden. Commerciële bedrijven wordt gevraagd zelf in te staan voor de hosting. Er zijn tileservers in Nederland (aangeboden door Oxilion, Tuxis, Greenminihost.com en BLIX)) en in België (via GEO6). Via die aparte servers worden onder meer de volgende projecten gehost:
- Een kaart van Nederland in het Fries.
- Een carnavalskaart, met de namen van plaatsen zoals ze tijdens carnaval genoemd worden.
- Een fietskaart, met LF-routes en het fietsroutenetwerk.